# The Secret of Monkey Island
The Secret of Monkey Island, més conegut com a "Monkey Island" o "Monkey 1" és una de les aventures gràfiques més famoses de la història, desenvolupada el 1990 per Lucasfilm Games i publicada l'any 1990 per la mateixa companyia després que el seu nom canviés per LucasArts. El joc generà un munt de seqüeles (cinc), col·lectivament conegudes com "La Saga de Monkey Island". The Secret of Monkey Island fou el cinquè joc desenvolupat amb el motor de joc SCUMM i fou dissenyat per Ron Gilbert, Tim Schafer i Dave Grossman. Originalment concebuda com una història seriosa, de mica en mica va evolucionar cap a la comèdia, que va acabar consolidant-se especialment a partir de la part següent, Monkey Island II: La venjança d'en LeChuck, desenvolupada pel mateix equip de la primera part.
El març de 2022, el grup de Projecte 'Ce Trencada' va traduir de manera comunitària i no oficial el joc en català.

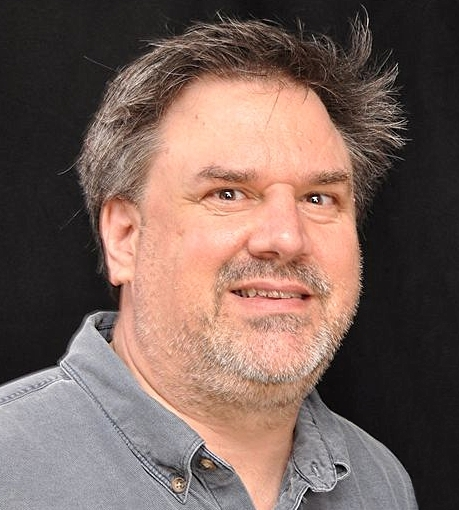
Ron Gilbert, creador del joc (2011).

## Argument
Situada en un arxipèlag sense concretar del Carib i en una època indefinida (pels volts del segle xvii, en plena època de la pirateria al carib, però amb molts d'anacronismes deliberats) la història de "Monkey Island" comença quan el protagonista, Guybrush Threepwood, arriba a l'illa de Mêlée amb l'aspiració d'esdevenir un pirata. Allà, busca els líders dels pirates que li demanen superar tres proves per a poder convertir-se en un d'ells, la primera prova consisteix a vèncer la mestra de l'espasa, Carla, en un duel d'insults, la segona en trobar un tresor enterrat i la tercera en robar una figura de la casa de la governadora de l'illa, Elaine Marley, de qui s'enamora immediatament. Mentre realitza les tres proves, sent parlar sovint del pirata fantasma LeChuck, qui, segons diuen, va morir en una expedició a la misteriosa illa dels micos (Monkey Island en anglès), en un intent per a guanyar-se el favor de la governadora. Mentre Threepwood acaba les proves, el pirata fantasma LeChuck i la seva tripulació de no-morts ataquen l'illa de Mêlée, segresten la governadora i fugen al seu amagatall de Monkey Island. Threepwood enrola Carla, Otis, un presoner que ha alliberat, i Meathook, i persegueix en LeChuck fins al seu cau. En arribar a Monkey Island, en Guybrush coneix els caníbals que habiten a l'illa i en Herman Toothrot, qui està barallat amb ells, en Guybrush "pacifica" la zona i recupera una arrel màgica que LeChuck ha robat als caníbals. Ells, en agraïment, li proporcionen un elixir capaç de destruir al pirata fantasma. Però mentrestant en LeChuck ha tornat a l'illa de Mêlée per a casar-se amb la governadora. Després d'una sèrie de peripècies per l'illa de Mêlée, en Guybrush Threepwood aconsegueix vèncer el pirata fantasma i celebrar-ho amb Elaine Marley.
Durant el joc, el protagonista coneix diversos personatges que reapareixeran en un moment o altre de la resta de jocs de la sèrie: Stan, el venedor de vaixells de segona mà, una sacerdotessa vudú, el nàufrag, ermità i pseudo-filòsof Herman Toothrot i els caníbals de Monkey Island, entre d'altres, a més de la governadora Elaine Marley i del seu etern antagonista LeChuck, el pirata fantasma.

## Sistema de joc
El sistema de joc consisteix en una pantalla dividida en dues parts principals, la superior conté els gràfics i el cursor, i la inferior una sèrie de menús i botons que permeten dur a terme accions i combinar elements que hem anat adquirint durant el joc. Es tracta d'un joc en tercera persona en què veiem constantment en pantalla el protagonista, en Guybrush Threepwood, a qui dirigim. El joc està pensat per a jugar-lo mitjançant el teclat i el ratolí. Una de les característiques destacades del joc, per l'època en què es va publicar, és que el joc està pensat perquè el protagonista no mori mai, si falla les proves i els puzzles, senzillament ho ha de tornar a intentar fins que les superi. Igual que la resta de jocs creats amb el motor SCUMM, és un joc basat en la recerca i la combinació d'elements, i no és del tot lineal, les fases o capítols del joc no s'han de jugar necessàriament de forma seguida, el jugador pot optar, per exemple, per realitzar les tres proves dels caps pirates en ordres diferents, fins a arribar al punt en què LeChuck segresta la governadora, on ha d'haver superat totes les proves per a poder avançar.

## Versions, reedicions i altres
Hi ha traduccions en català no oficials dels episodis 1 i 2.
També s'han fet diverses reedicions i edicions especials dels primers dos jocs. El joc originals es venia en disquets de 3,5", però en edicions posteriors es va vendre ja en format CD. El joc es va editar per a PC sobre MS-DOS, per a Atari ST, Mac i posteriorment per a Amiga, FM Towns i Mega-CD.
Entre el 2009 i el 2010 va sortir una reedició sota el títol de The Secret of Monkey Island: Special Edition, en diversos formats per a les principals consoles de videojocs, per a iPhone i iPad, i per a ordinador (PC i Mac). Aquesta reedició només es pot comprar mitjançant descàrrega directa d'Internet. Aquesta edició especial ha significat un redisseny complet del joc, amb nous gràfics i un sistema de joc actualitzat, sense els menús i botons en la part inferior de la pantalla
La sèrie de Monkey Island manté una relació especial amb Pirates del Carib, aquest primer joc s'inspira, entre d'altres, en l'atracció de Disneylàndia del mateix nom, igual que la sèrie de pel·lícules homònimes, mentre que les pel·lícules empren gags, situacions i personatges que recorden la sèrie de jocs de Monkey Island, sobretot en la segona Pirates del Carib: el Cofre de l'Home Mort.

## Altres jocs de la sèrie (per ordre de publicació)
- Monkey Island II: La venjança d'en LeChuck, Monkey Island II: LeChuck's Revenge en anglès (1991)
- (Monkey Island III:) La maledicció de Monkey Island, The Curse of Monkey Island en anglès (1997)
- (Monkey Island IV:) La fugida de Monkey Island, Escape from Monkey Island en anglès (2000)
- (Monkey Island V:) Històries de Monkey Island, Tales of Monkey Island en anglès (2009)